# Rendement viticole

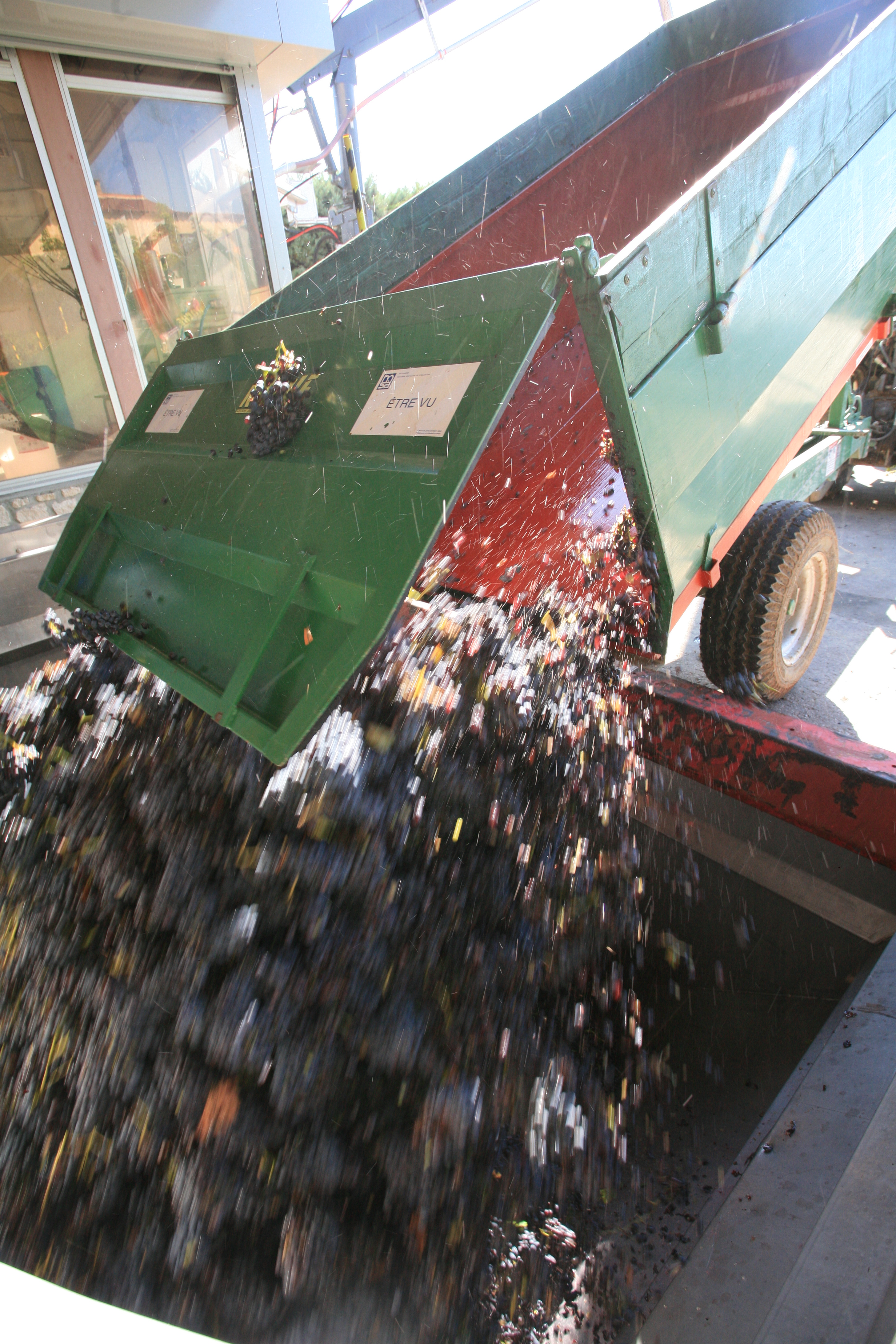
Déchargement à la coopérative de Vacqueyras d'une benne pleine de raisins vendangés. Les rapports entre le rendement et la qualité du vin font l'objet de débats.

Le rendement viticole est le rendement agronomique d'un vignoble, c'est-à-dire le rapport entre la production, exprimée soit en volume de vin soit en masse de raisin, et la surface du vignoble cultivé.
Ce rendement est considéré comme un des déterminants de la qualité d'un vin ; il conditionne aussi en partie le revenu du viticulteur.

## Unités de mesure
Plusieurs unités de mesure sont utilisées pour mesurer le rendement :
- soit des kilogrammes de raisin par hectare (kg/ha, unité utilisée dans le vignoble de Champagne), tonnes par hectare (t/ha) ou tonnes par acre (TPA, utilisée en Amérique)[1] ;
- soit des hectolitres de vin par hectare (hℓ/ha, utilisée dans la majorité des vignobles français)[2] ;
- soit des hectolitres d'alcool pur par hectare (hℓ AP/ha, utilisée pour les vins destinés à faire de l'eau-de-vie).

Exemples : un récoltant de la Marne déclare que sa production destinée à faire du champagne est de 12 000 kilogrammes par hectare ; un viticulteur bourguignon déclare avoir récolté un bourgogne rouge à 50 hectolitres par hectare.
La conversion entre les deux principales unités de mesure du rendement (les kg/ha et hℓ/ha) se fait en fonction du rendement en jus, qui varie notamment selon le cépage (les baies et les grappes sont plus ou moins grosses, le clone et le porte-greffe plus ou moins productifs), les pratiques viticoles (irrigation), l'année et le type de pressurage. Pour les rendements du champagne, la conversion est fixée par le cahier des charges de l'appellation :
- pour passer des kg/ha aux hℓ/ha, il faut multiplier par 0,006375 ;
- pour passer des hℓ/ha aux kg/ha, il faut multiplier par 156,86.

Ces valeurs peuvent être utilisées pour le vin blanc ; en rouge, pour passer des hℓ/ha aux kg/ha, le multiplicateur varie d'environ 135 (pour les cépages à petites baies, tel que le cabernet sauvignon) à 115 (pour les cépages à grosses baies tel que l'aramon).

## Variations

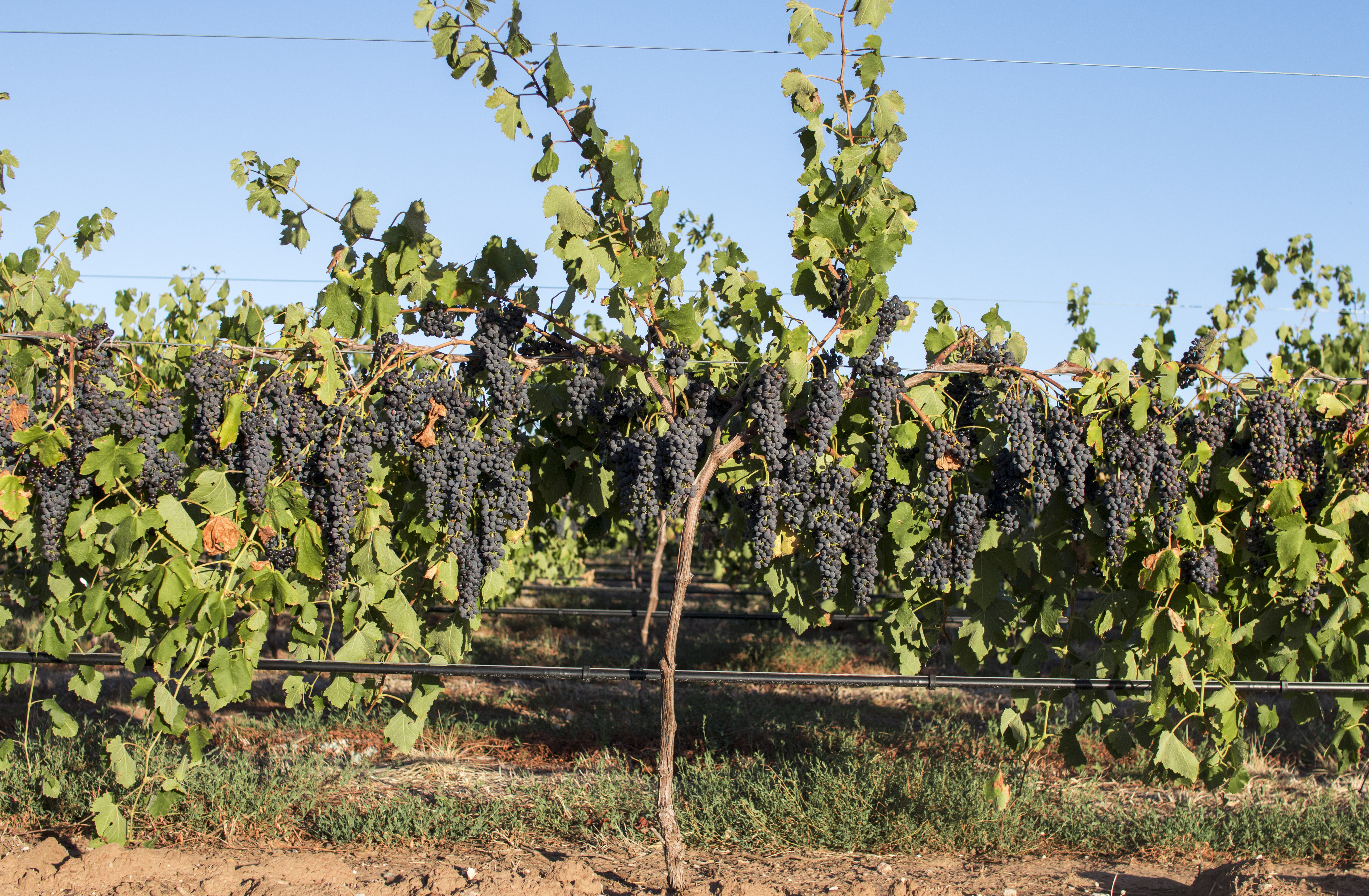
Cep de vigne avec une charge importante, vignoble de la Barossa Valley.

Le rendement va dépendre du cépage (plus ou moins productif), du sol (fertilité, drainage, pente), de l'âge des vignes, des pratiques viticoles (densité de plantation, taille, engrais, enherbement, irrigation, surface foliaire, ébourgeonnage, vendange en vert, etc.), de l'année (sécheresse, grêle, gel, ensoleillement, maladies, pluies avant les vendanges, etc.), du type de vendange (systématique ou triée) et du pressurage.
Le potentiel de rendement d'une parcelle est estimable avant même la vendange, à partir de la densité (nombre de ceps par hectare), de la charge (c'est-à-dire le nombre d'yeux laissés lors de la taille), la fertilité (nombre de grappes par œil) et le poids moyen d'une grappe. Le viticulteur peut, grâce à cette estimation, agir ou non pour réduire sa production.
Jusqu'à la première moitié du XXe siècle, les rendements étaient relativement faibles : les champignons, les insectes et le climat détruisaient régulièrement une partie de la production. Les avancées technologiques permettent de pallier ces risques, essentiellement par l'emploi de produits chimiques. Les raisins qui pourrissaient lors des étés pluvieux sont désormais protégés par les fongicides ; les insectes ravageurs sont détruits par les insecticides, etc. « Les rendements ont augmenté et pratiquement doublé durant la seconde moitié du XXe siècle. Cela n'a rien d'étonnant, les méthodes de culture et de protection du vignoble s'étant beaucoup améliorées ». L'usage des engrais, des produits phytosanitaires et la sélection de plants productifs ont ainsi permis une forte augmentation des rendements.

## Influence sur la qualité
Sur la question de savoir en quoi le rendement influe sur la qualité du vin, deux points de vue s'opposent. Le plus courant est de considérer que les bas rendements donnent des raisins plus mûrs (surtout lors des années fraîches) et des vins plus concentrés, tandis que les hauts rendements ont tendance à diluer le goût. Il y a une relation entre le rendement et l'accumulation en sucres dans le jus.

« Le rendement des vignes, exprimé par leur production (kilos de raisins ou hectolitres de vin) à l'hectare, est un facteur clé de la qualité des raisins. Une récolte trop abondante n'arrive jamais à maturité, car les ceps s'épuisent inutilement à nourrir trop de grappes à la fois. Afin de protéger la qualité des vins et la longévité des vignes, l'appellation Margaux a fixé une limite qui est en général la plus restrictive du Médoc. »

— Argument de vente sur le site du château Margaux.
L'autre point de vue est de considérer qu'un producteur peut augmenter son rendement sans faire baisser la qualité de son vin, à condition d'avoir une forte densité à l'hectare. Un rendement un peu élevé contrebalance l'excès de sucre et d'alcool dû à un fort ensoleillement (dans un contexte de réchauffement climatique), ralentissant la vitesse de maturation, évitant d'avoir ultérieurement à acidifier le vin par ajout.

## Limitations en France
En France, les rendements sont le plus souvent limités, faisant l'objet d'une déclaration annuelle obligatoire du viticulteur qui peut être contrôlée par la DGDDI (douanes et droits indirects) et la DGCCRF (répression des fraudes).

### Contraintes légales
Pour les vins sous une appellation d'origine protégée (AOP, correspondant aux AOC), deux rendements viticoles sont indiqués dans chaque cahier des charges : le rendement maximal et le « rendement butoir ».

« Le rendement fixé dans le cahier des charges d'une appellation d'origine contrôlée correspond à la quantité maximale de raisins ou l'équivalent en volume de vin ou de moût récolté par hectare de vigne pour lequel l'appellation peut être revendiquée dans la déclaration de récolte. Il est exprimé soit en kilogrammes de raisins par hectare, soit en hectolitres de moût par hectare, soit en hectolitres de vin par hectare. Dans ces deux derniers cas, ce volume s'entend après séparation des lies et bourbes. »

— Article R645-7 du Code rural et de la pêche maritime.
Comme le rendement des différentes appellations peut être modifié (à la hausse comme à la baisse) chaque année par arrêté ministériel, les cahiers des charges mentionnent un « rendement butoir » qui sert de limite à ne pas dépasser.
Pour les vins bénéficiant d'une indication géographique protégée (IGP, les anciens vins de pays), le rendement est en général limité à un maximum de 90 à 120 hectolitres par hectare. Pour les vins sans indication géographique (VSIG, les anciens vins de table), le rendement n'est pas plafonné, mais il est estimé que 250 hℓ/ha est le rendement maximum permettant d'atteindre les 9 % vol. d'alcool minimum entrant dans la définition du vin. Les volumes en dépassement de ces rendements sont envoyés à la distillation industrielle (pour en faire de l'éthanol servant de carburant).

### Plafond limite de classement
Un « plafond limite de classement » (PLC) est en France une autorisation de dépasser le rendement maximum fixé par le décret d'appellation. Ce plafond est exprimé en pourcentage, il est délivré annuellement par l'INAO sur demande des syndicats d'appellation et ne peut dépasser le rendement butoir. Le dépassement du PLC entraîne la perte du droit à l'appellation pour ce vin, envoyé à la distillation.
Le PLC est créé en 1974, avec des taux de 10, 20 ou 30 %, qui sont modifiés annuellement par décret, puis depuis 1991 par arrêté ministériel.
Par exemple, pour le millésime 2007, les plafonds limite de classement sont de : 56 % pour le crémant de Bourgogne, 30 % pour le chambolle-musigny, 26,67 % pour le pauillac, 25 % pour le champagne, 20 % pour le richebourg, le saint-émilion et le floc de Gascogne, 12,5 % pour le riesling d'Alsace, 10 % pour le bordeaux et le côte-rôtie, 8,33 % pour le muscadet, etc.

### Volume substituable individuel
Un « volume substituable individuel » (VSI) est un volume de vin produit au-delà du rendement maximum d'une appellation viticole française, mais restant dans la limite du rendement butoir. La contrepartie est que le producteur doit détruire par distillation un volume équivalent de la même appellation et de même couleur de son stock (mais d'un millésime de moins bonne qualité, ou dégradé). Le système a été instauré par le décret publié le 28 octobre 2005 : une liste des VSI autorisés pour chaque AOC est publié chaque année.

### Volume complémentaire individuel
Un « volume complémentaire individuel » (VCI) est un volume de production au-delà du rendement d'une appellation viticole française, dans la limite du rendement butoir, qui est conservé comme réserve pour être utilisé l'année suivante en cas de faible récolte, en complément ou en remplacement d'une partie de la production de cette année-là. Il s'agit donc d'assembler deux millésimes différents, et de vendre l'ensemble avec l'indication d'une seule année.
Cette possibilité a d'abord été expérimentée, à partir de 2005 dans le vignoble de Chablis (pour tous les chablis), puis à partir de 2010 dans le vignoble de Bordeaux (pour presque tous les bordeaux rouges), puis est devenu autorisé pour tous les vins blancs (en dehors des effervescents, des vendanges tardives et des liquoreux) par un décret de novembre 2013, étendu aux effervescents, rosés et rouges en octobre 2015, texte modifié à la hausse en janvier 2025.

### Exemples de maximum

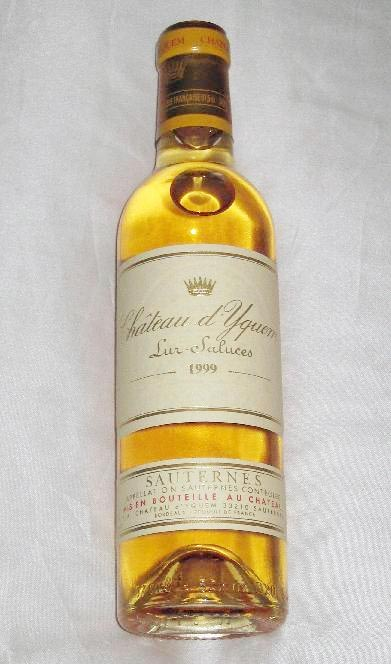
Au château d'Yquem, le rendement est de seulement 9 hectolitres par hectare, alors que le maximum autorisé par l'appellation sauternes est de 25 hℓ/ha.

Si presque chaque appellation a un rendement spécifique, ceux-ci sont systématiquement élevés pour les vins destinés à la distillation et pour les effervescents, plus bas pour les blancs, encore plus bas en rouge et très faibles pour les vins sucrés. Plus l'appellation est prestigieuse, plus le rendement plafond est bas :
- vin pour faire de l'armagnac, 160 hℓ/ha (soit 12 hℓ d'alcool pur) ;
- IGP côtes-de-gascogne, 120 hℓ/ha ;
- IGP pays-d'oc, 80 hℓ/ha ;
- alsace, 80 hℓ/ha ;
- crémant de Bourgogne, 78 hℓ/ha ;
- champagne, 65 hℓ/ha (soit 10 400 kg/ha) ;
- bordeaux blanc, variant selon l'appellation de 67 à 55 hℓ/ha ;
- muscadet, 65 hℓ/ha ;
- beaujolais, 52 hℓ/ha[27] ;
- bourgogne blanc, variant selon l'appellation de 60 à 40 hℓ/ha ;
- alsace grand cru, 55 hℓ/ha ;
- bordeaux rouge, variant selon l'appellation de 60 à 46 hℓ/ha ;
- bourgogne rouge, variant selon l'appellation de 55 à 35 hℓ/ha ;
- moelleux, variant selon l'appellation de 45 à 40 hℓ/ha ;
- liquoreux et VDN, variant selon l'appellation de 40 à 20 hℓ/ha.

### Moyennes
Selon les déclarations annuelles, le rendement moyen en France pour l'ensemble des vins produits est de 61,01 hectolitres par hectare en 2002, 56,51 en 2003, 70,06 en 2004, 63,1 en 2005, 63,33 en 2006, 56,99 en 2007, 52,86 en 2008 et 58,35 hectolitres par hectare en 2009. Détail pour cette dernière année :
- 23,42 hectolitres par hectare pour les VDN ;
- 50,18 hectolitres par hectare pour les AOC y compris les VDN ;
- 50,93 hectolitres par hectare pour les AOC autres que VDN ;
- 60,76 hectolitres par hectare pour les VDQS ;
- 101,42 hectolitres par hectare pour les vins destinés à être transformé en eaux-de-vie (essentiellement cognac et armagnac) ;
- 60,96 hectolitres par hectare pour les autres vins (IGP et VSIG).

## Moyennes par pays
Seuls deux États ont établi des limites en termes de rendements : l'Italie et la France.
|                    | Vignobles de cuve, en ha, | Productions de vin, en hℓ | Rendements moyens, en hℓ/ha |
| Afrique du Sud     | 105 500                   | 9 986 000                 | 94                          |
| Albanie            | ?                         | 175 000                   | ?                           |
| Algérie            | ?                         | 588 000                   | ?                           |
| Allemagne          | 100 100                   | 9 228 000                 | 92                          |
| Argentine          | 211 700                   | 12 135 000                | 57                          |
| Australie          | 157 300                   | 11 710 000                | 74                          |
| Autriche           | 45 100                    | 2 352 000                 | 52                          |
| Brésil             | 49 300                    | 2 720 000                 | 55                          |
| Bulgarie           | ?                         | 1 397 000                 | ?                           |
| Canada             | 9 600                     | 530 000                   | 55                          |
| Chili              | 120 300                   | 10 093 000                | 83                          |
| Chine              | ?                         | 12 800 000                | ?                           |
| Chypre             | 10 400                    | 145 000                   | 13                          |
| Croatie            | ?                         | 1 424 000                 | ?                           |
| Espagne            | 1 049 900                 | 35 166 000                | 33                          |
| États-Unis         | 255 200                   | 21 965 000                | 86                          |
| France             | 786 600                   | 46 269 000                | 58                          |
| Géorgie            | ?                         | 900 000                   | ?                           |
| Grèce              | 66 200                    | 3 366 000                 | 50                          |
| Hongrie            | ?                         | 3 198 000                 | ?                           |
| Israël             | ?                         | 230 000                   | ?                           |
| Italie             | 686 400                   | 47 314 000                | 68                          |
| Japon              | ?                         | 867 000                   | ?                           |
| Liban              | ?                         | 70 000                    | ?                           |
| Luxembourg         | 1 200                     | 135 000                   | 112                         |
| Macédoine          | ?                         | 955 000                   | ?                           |
| Maroc              | 9 200                     | 330 000                   | 35                          |
| Mexique            | ?                         | 369 000                   | ?                           |
| Moldavie           | ?                         | 1 240 000                 | ?                           |
| Nouvelle-Zélande   | ?                         | 2 050 000                 | ?                           |
| Pérou              | ?                         | 515 000                   | ?                           |
| Portugal           | ?                         | 5 868 000                 | ?                           |
| République tchèque | ?                         | 570 000                   | ?                           |
| Roumanie           | 188 000                   | 6 703 000                 | 35                          |
| Russie             | ?                         | 7 126 000                 | ?                           |
| Serbie             | ?                         | 2 392 000                 | ?                           |
| Slovaquie          | 18 700                    | 346 000                   | 18                          |
| Slovénie           | ?                         | 539 000                   | ?                           |
| Suisse             | 13 600                    | 1 112 000                 | 81                          |
| Tunisie            | ?                         | 245 000                   | ?                           |
| Turquie            | ?                         | 499 000                   | ?                           |
| Ukraine            | ?                         | 3 181 000                 | ?                           |
| Uruguay            | 7 700                     | 629 000                   | 81                          |
| Monde              | ?                         | 271 061 000               | ?                           |